# Nadia Battocletti
Nadia Battocletti, född 12 april 2000, är en italiensk friidrottare som tävlar i medeldistans och långdistans.

## Karriär
Vid U23-europamästerskapen i friidrott 2021 tog Battocletti guld på 5 000 meter. Vid europeiska spelen 2023 tog hon silver på 5 000 meter. Hon tog guld på 5 000 meter och 10 000 meter vid europamästerskapen i Rom 2024. Vid OS 2024 tog hon silver på 10 000 meter.